# Livin' in Hysteria
Livin' in Hysteria è il secondo album del gruppo heavy metal tedesco Heaven's Gate, pubblicato nel 1991 dalla No Remorse Record.

## Tracce
1. Livin' in Hysteria – 4:36
2. We got the Time – 4:31
3. Never ending Fire – 5:27
4. Empty Way to Nowhere – 4:49
5. Fredless (Strumentale) – 2:18
6. Can't Stop Rockin' – 5:20
7. Flashes – 3:21
8. Best Day of My Life – 5:50
9. We Wan tit All – 3:53
10. Gate of Heaven – 4:35

## Formazione
- Thomas Rettke - voce
- Sascha Paeth - chitarra
- Bonny Bilski - chitarra
- Manni Jordan - basso
- Thorsten Muller - batteria
- Miro - pianoforte in Best Days of My Life